# Nils Magnus Hammarlund
Nils Magnus Hammarlund, född 11 september 1831 i Västervik, död 1 februari 1906 i Stockholm, var en svensk byggmästare. Han var mästare nr 190 i Murmästareämbetet i Stockholm.

## Biografi
Hammarlund kom från enkla förhållanden och vandrade som ung till Stockholm med tre riksdaler på fickan. Han började som tegelbärare och murarlärling. 1874 blev han kompanjon med Gustaf Alfred Johansson, och började sin verksamhet som byggmästare under firmanamnet Johansson & Hammarlund. Tillsammans byggde de två ett stort antal hus. Av dessa märks bland andra Villa Lusthusporten på Djurgården, S:t Paulskyrkan vid Mariatorget samt nästan hela kvarteret Ädelman större vid Strandvägen. Bland de många andra flerfamiljshus som byggdes kan nämnas Norrmalmstorg 2.
Från 1887 verkade Hammarlund som byggmästare och byggherre i egen regi. Under denna period byggde han bland annat Gamla Tullhuset på Stadsgården (rivet 1974) och Roslagstulls sjukhus.

### Bilder, uppförda byggnader (urval)

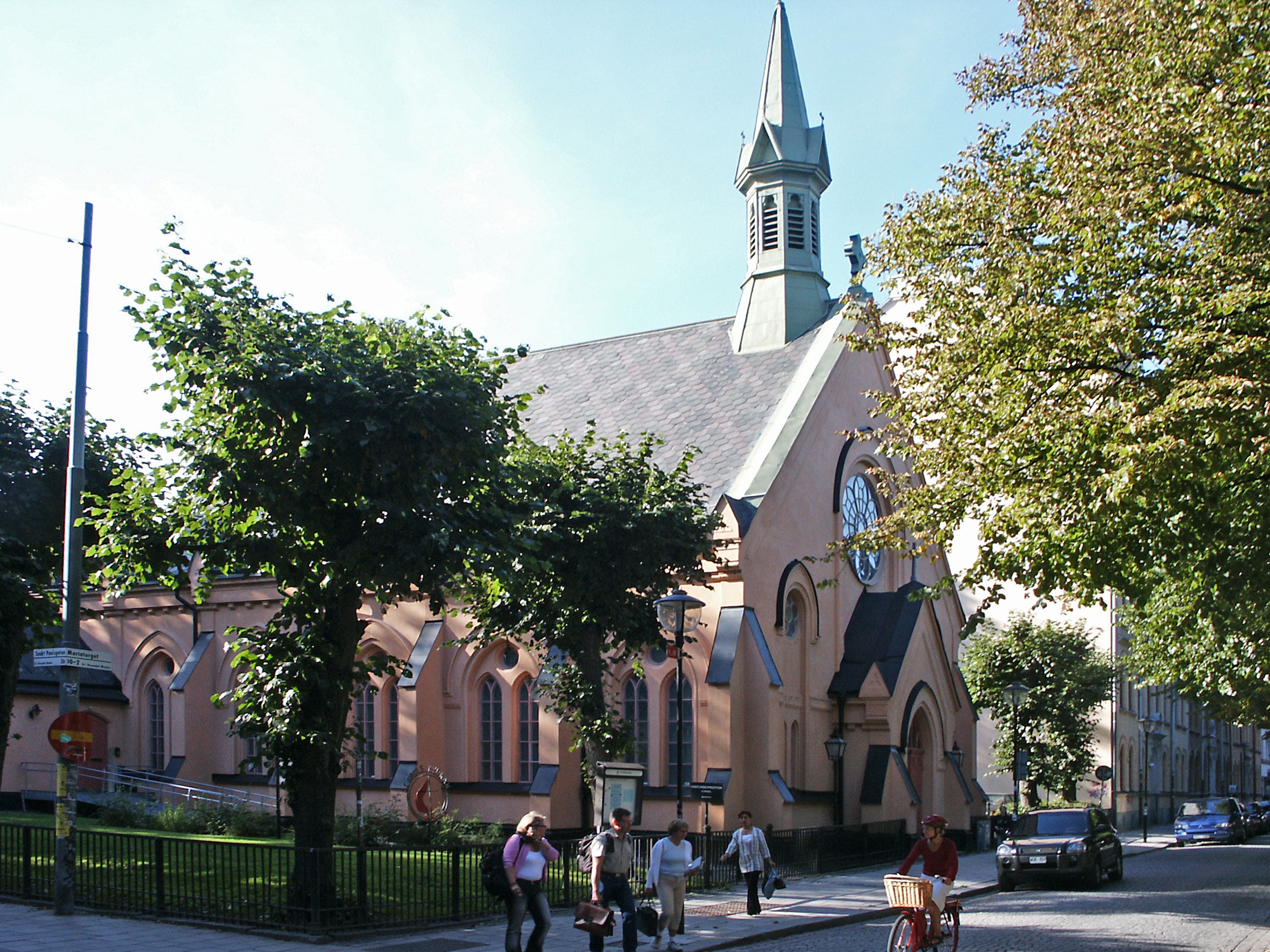
S:t Paulskyrkan.
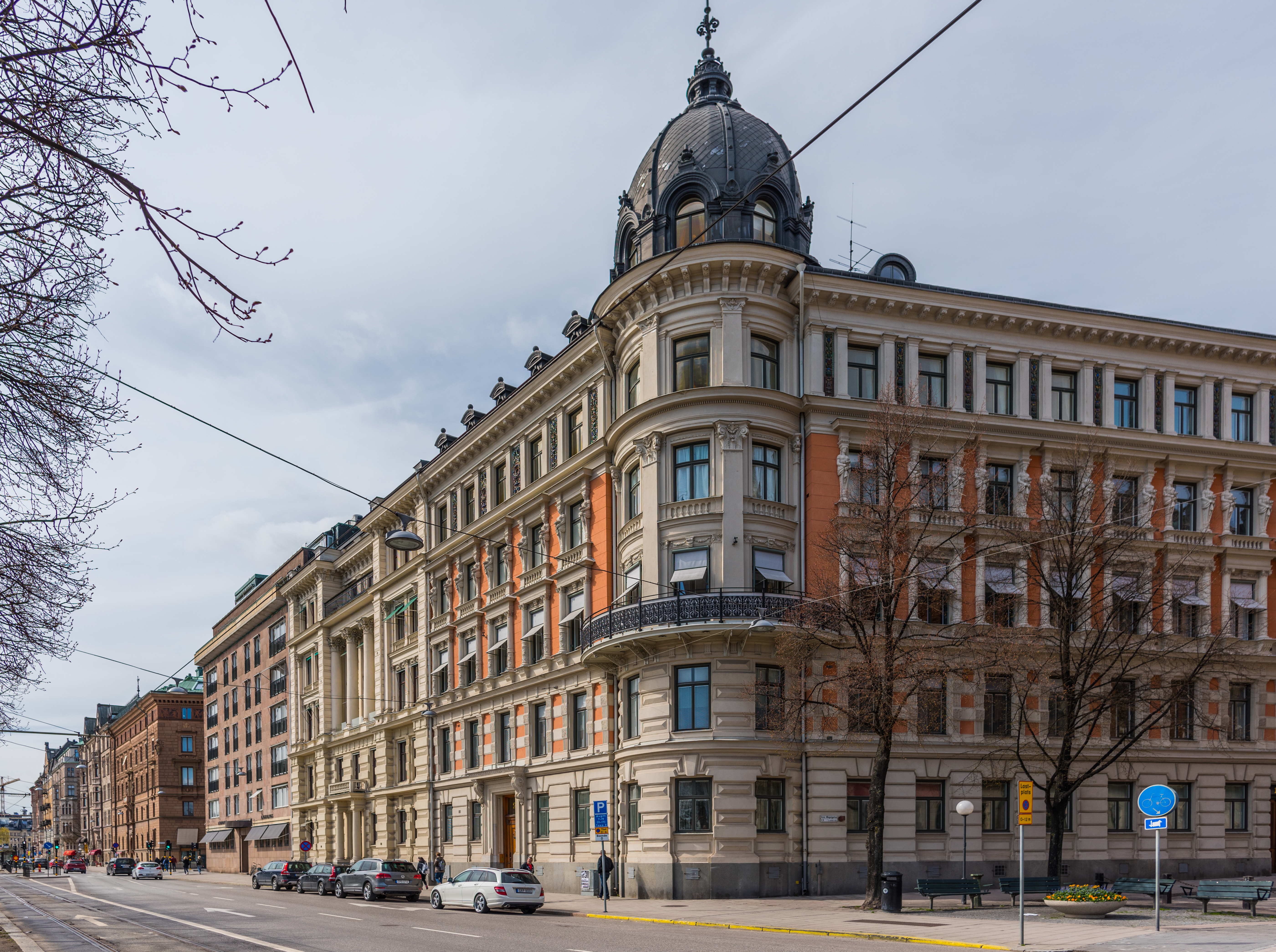
Strandvägen 23-27.
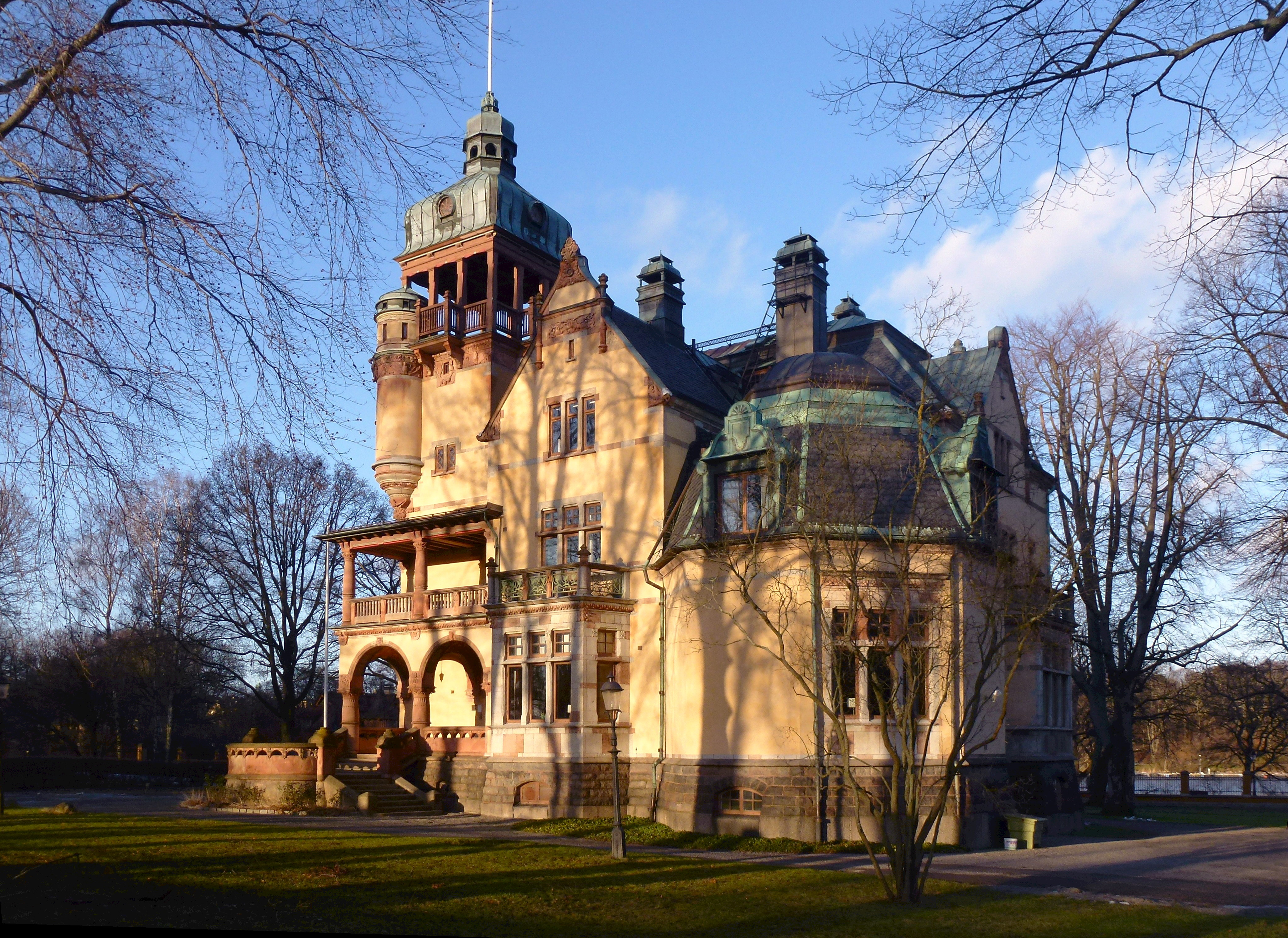
Villa Lusthusporten.
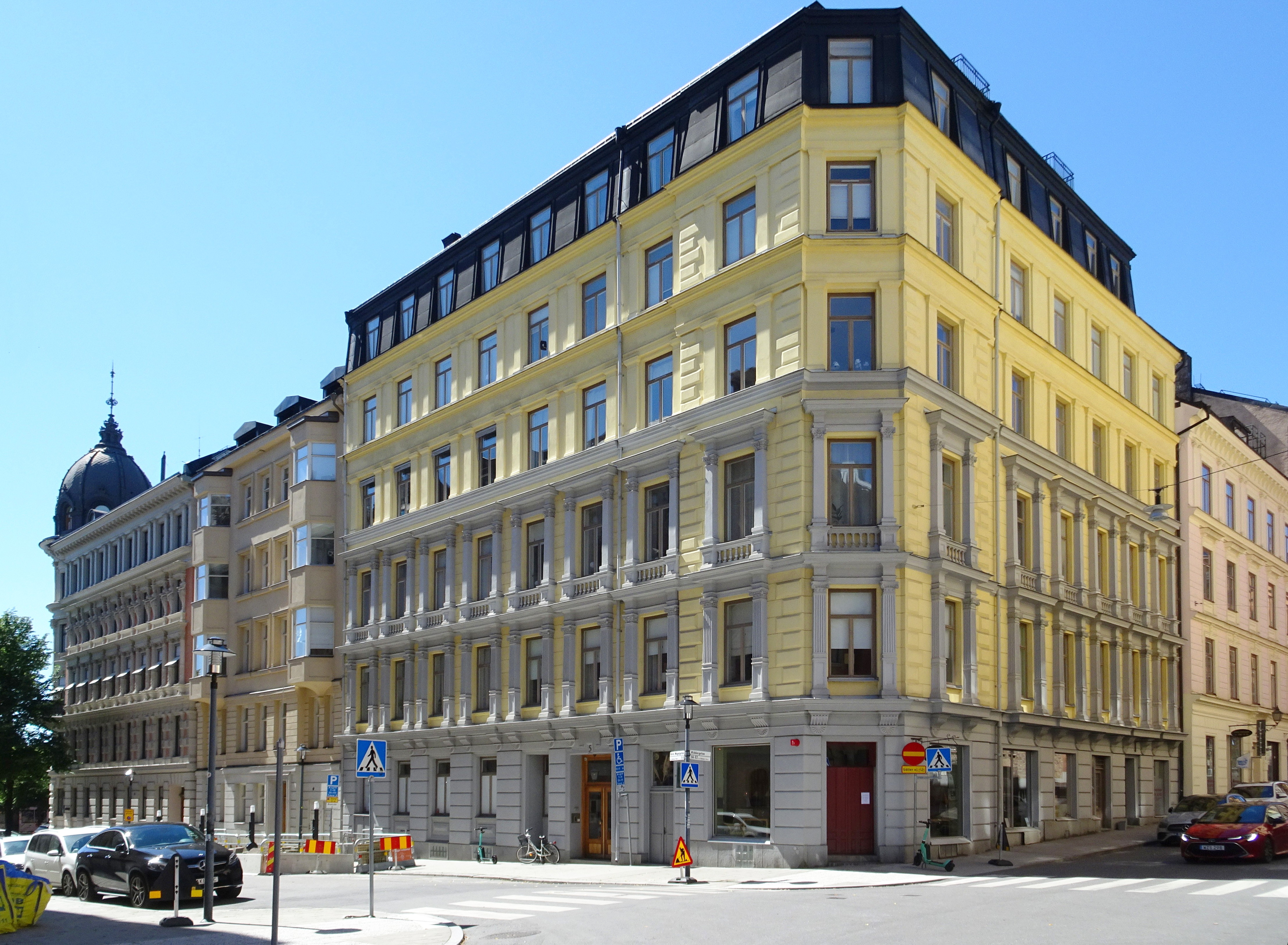
Ädelman större 5.